# مكواة الشعر

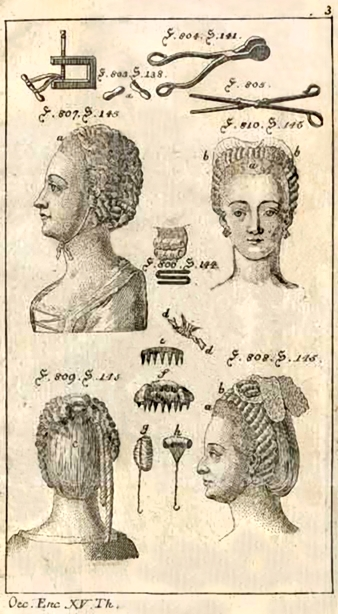
الصورة التاريخية لمكواة الشعر (في الأعلى)

مِكْوَاة الشعر أداة تستخدم لتغيير ترتيب الشعر بالحرارة. منها ثلاثة أنواع: المِعقصة، تُستخدم في جعل الشعر مجعدًا، ومكواة الفَرْد، وتستخدم لفرد الشعر، ومُمَوِّجَة الشعر، وتستخدم لعمل تجعيد حسب الرغبة.
معظم الطُرُز مزودة بتسخين كهربيّ. أما مكاوي التجعيد اللاسلكية فتستخدم البوتان، وبعضها يستخدم مُدخِرات يمكن أن تدوم حتى 30 دقيقة لفرد الشعر. يمكن أن يتسبب الإفراط في استخدام هذه الأدوات في حدوث أضرار جسيمة بالشعر.

## أنواع مكاوي الشعر

### المِعقَصة

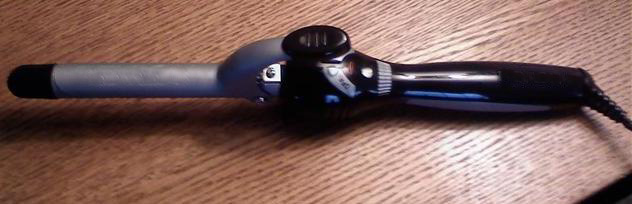
مِعقصة كهربية

تُنشئ المِعْقَصَة تموجات أو تجعيدًا في الشعر باستخدام مجموعة متنوعة من الطرق المختلفة. ثمة العديد من أنواع المعاقص الحديثة التي تختلف بالقطر والمادة وشكل القضيب ونوع المقبض. يمكن أن يكون قطر القضيب في أي مكان من .5 بوصة (1.3 سـم) إلى 2 بوصة (5.1 سـم) ينتج القضيب الأصغر تجعيدًا حلزونيًا أو تجعيدًا صغيرًا، وستخدم القضيب الكبير لإعطاء الشكل والحجم لتسريحة الشعر.
عادة ما تكون المعقصة مصنوعة من الخزف والمعدن والتِّفلون والتِّتَنيُم والتُّرمالين. يمكن أن يكون شكل القضيب إما مخروطًا أو مخروطًا عكسيًا أو أسطوانة، ويمكن أن تحتوي المعقصة على ملحقات فرشاة أو قضبان مزدوجة وثلاثية.
قد يكون للمعقصة مقبض بدون مشابك أو مَرسيل أو بنابض. المقابض المحملة بنابض هي الأكثر شيوعًا وتستخدم نابضًا لتشغيل مشبك القضيب. عند استخدام مقبض مَرسيل يضغط المرء على المشبك. لا تحتوي العصا الخالية من المشبك على مشبك: يقوم المستخدم ببساطة بلف الشعر حول قضيب. تأتي معظم مكاوي التجعيد بدون مشابك مع قفاز كيفلر لتجنب الحروق.

### مكواة فرد الشعر، مكواة التمليس
تكسر مكواة فرد الشعر الروابط الهدروجينية الموجبة الموجودة في قشرة الشعر، والتي تتسبب في فتح الشعر وانثناءه وتجعده. بمجرد كسر الروابط، يُمنَع الشعر من الاحتفاظ بشكله الطبعي الأصيل وذلك مع من أن الروابط الهدروجينية قد تنشأ مرة أخرى إن تعرضت للرطوبة. الخزف هو المادة الأساس لألواحها. لأدوات التمليس الرخیصة طبقة واحدة من طلاء الخزف على الألواح في حين أن لأدوات التمليس عالية الجودة طبقات متعددة أو حتى مادة خزفية بنسبة 100٪. بعض مكاوي التقويم مزودة بخاصية الإغلاق التلقائي لمنع حوادث الحريق.
اعتمدت أنظمة تمليس الشعر المبكرة على مواد كيميائية قاسية تميل إلى إتلاف الشعر. قدم مصفف الشعر الفرنسي مارسيل جراتو في سبعينيات القرن التاسع عشر أدواتًا معدنية ساخنة للعناية بالشعر مثل الأمشاط الساخنة لتصويب الشعر. استخدمت سارة وُوكَر أمشاطًا ذات أسنان أوسع ونشرت استخدامها جنبًا إلى جنب مع نظامها الكيميائي لتحضير فروة الرأس ومستحضرات فردها. يقال أحيانًا أن معلمتها آني مالون حصلت على براءة اختراع للمشط الساخن. تنزلق الأدوات المعدنية الساخنة بسهولة أكبر عبر الشعر ما يقلل من التلف والجفاف. استخدمت النساء في الستينيات أحيانًا مكواة الملابس لفرد شعرهن.
حصل إسحاق ك. شيرو في عام 1909 على براءة اختراع أول مكواة شعر مكونة من لوحين يُسخنان ويَتطابقان.
أختُرعت أدوات تمليس الخزف والكهرباء في وقت لاحق فسمحت باختيار الحرارة وحجم جهاز التمليس. سُجلت براءة اختراع فرشاة فرد الشعر الخرفية عام 2013. أطلقت شارون رابي أول فرشاة تمليس الشعر في عام 2015 تحت الاسم التجاري دَفني. تحتوي فرشاة التمليس الخزفية على مساحة سطح أكبر من المكواة المسطحة التقليدية.

### مُموِّجة الشعر
تعمل مُموِّجة الشعر عن طريق تجعيد الشعر بتسريحة مسنن المنشار. المظهر مشابه للتجعيدات المتبقية بعد إخراج الضفائر الصغيرة. تأتي مكواة التجعيد بأحجام مختلفة مع حواف مختلفة الأحجام على المجاديف. تنتج الحواف الأكبر تجعيدًا أكبر في الشعر بينما تنتج الحواف الأصغر تجعيدًا أصغر. كان الشعر المجعد شائعًا جدًا في الثمانينيات والتسعينيات.